# Chmielów (województwo dolnośląskie)
Chmielów (niem. Schmellwitz) – wieś w Polsce położona w województwie dolnośląskim, w powiecie średzkim, w gminie Kostomłoty.

## Podział administracyjny
W latach 1975–1998 miejscowość administracyjnie należała do województwa wrocławskiego.

## Nazwa
W księdze łacińskiej Liber fundationis episcopatus Vratislaviensis (pol. Księga uposażeń biskupstwa wrocławskiego) spisanej za czasów biskupa Henryka z Wierzbna w latach 1295–1305 miejscowość wymieniona jest w zlatynizowanej formie Chmelow.

## Zabytki
We wsi znajduje się barokowy pałac z XVIII wieku, przebudowany w XX w. Opuszczony, obecnie popada stopniowo w coraz większą ruinę.
Do wojewódzkiego rejestru zabytków wpisane są:
- kościół parafialny pw. św. Marcina, z 1500 r., przebudowany w 1728 r. i XIX w.
- pałac, z XVIII/XIX w., przebudowany w XX w.